# LoveStoned
"LoveStoned/I Think She Knows Interlude", também conhecida simplesmente como "LoveStoned" (em português: "drogado/embriagado de amor") é uma canção composta e produzida por Justin Timberlake, Timbaland, e Danja. Foi lançada como sendo o quinto single na América do Norte e quarto single na Europa do segundo álbum solo de Timberlake, FutureSex/LoveSounds (2006).

## Faixas
CD Single
1. "LoveStoned" (Album Version) - 7:24
2. "LoveStoned" (Don Zee Remix Edit) - 4:38
3. "LoveStoned" (Matrix & Futurebound Extended Remix) - 7:25
4. "LoveStoned" (Femi Fem & T-Money Funketeria Remix) - 7:11

## Versões/Remixes
- "LoveStoned/I Think She Knows (Interlude)" (Versão do Álbum) - 07:24
- "LoveStoned/I Think She Knows (Interlude)" (Videoclipe) - 05:30
- "LoveStoned" (Radio Edit) - 05:14
- "LoveStoned" (Don-Zee Remix Full) - 07:05
- "LoveStoned" (Don-Zee Remix Edit) - 04:37
- "LoveStoned" (JUSTICE Remix) - 04:46
- "LoveStoned" (Goldtrix Remix) - 07:26
- "LoveStoned" (Femi Fem & T-Money's Funkateria Remix) - 07:11
- "LoveStoned" (Femi Fem & T-Money's Funkateria 7 Edit) - 04:20
- "LoveStoned" (Kaskade Remix) - 05:40
- "LoveStoned" (Kaskade Radio Remix) - 03:39
- "LoveStoned" (Mysto & Pizzi Remix) - 05:24
- "LoveStoned" (Roc Mafia Remix) - 04:57
- "LoveStoned" (Push 24 Extended Mix) - 05:31

## Posições
| Top (2007)                              | Melhor posição |
| --------------------------------------- | -------------- |
| Brasil - Hot 100 Singles                | 16             |
| Brasil - Top 30 Dance Club Play         | 14             |
| Irlanda - Parada de Singles             | 26             |
| Nova Zelândia - Parada de Singles RIANZ | 26             |
| Reino Unido - Parada de Singles         | 63             |
| EUA - Billboard Hot 100                 | 17             |